# Camila Alejandra Barraza
Camila Alejandra Barraza (Buenos Aires, Argentina, 27 de agosto de 1993) es una modelo argentino-kosovar titular de Miss Universe Kosovo 2016, Miss Grand Argentina 2022 y Miss Supranational Argentina 2025. Ella ha trabajado como modelo en Kosovo, Albania, Argentina y en Emiratos Árabes Unidos.

## Vida personal
Nació y creció en Buenos Aires, la capital de Argentina. Ella cursó sus estudios en aquella ciudad.
Cuando tenía 14 años ella decidió empezar su vida en el modelaje , a los 17 años concurso en el certamen «Elite Model Look» en el cual obtuvo el segundo puesto, cuando cumplió los 21 años conoció a su novio quien trabajaba en Dubái, donde ella trabajaba en ese momento, luego de corto tiempo decidieron ir a vivir juntos por lo que se mudó a Pristina, en Kosovo. 
Después de vivir por más de un año en la capital kosovar obtuvo la nacionalidad y empezó a participar en los certámenes de belleza.
Trabaja como modelo en diversos países en los que destaca Kosovo, Turquía, los Emiratos Árabes Unidos y en su país natal Argentina.

## Miss Universe Kosovo
Barraza mandó su solicitud para poder concursar en el certamen local de Miss Kosova, sin embargo, aunque ella no habla el idioma albanés, tiene la residencia en el país por más de un año, por lo cual, tuvo la oportunidad de ser aceptada.
El 7 de septiembre logró obtener la corona del nacional, logrando superar a las otras 14 chicas que competían, además de imponerse a la gran favorita Marigona Krasniqi, quien terminó como 1.ª finalista.

## Controversia
Horas después de la coronación de Barraza como la nueva Miss Universe Kosovo 2016, muchos kosovares empezaron a criticarla y amenazarla en sus diferentes redes sociales. Esto debido a su origen argentino, ya que este país (Argentina), es uno de los muchos que aún no han reconocido la independencia de Kosovo, por lo que muchos albanokosovares han tomado esa reacción contra ella.
Sin embargo en unas declaraciones por ella, dijo que mientras este con su reinado no descansará en que su país reconozca a Kosovo como una nación.